# Baptisterium van Riva San Vitale
Het baptisterium van Riva San Vitale (Italiaans: Battistero di San Giovanni) is een baptisterium uit de vijfde eeuw in de Zwitserse plaats Riva San Vitale. Het is het oudste christelijke bouwwerk in Zwitserland.
Het baptisterium heeft een vierhoekig grondvlak en gaat vanaf een bepaalde hoogte in een achthoek verder. Het huidige doopvont stamt uit de twaalfde eeuw maar daaronder ligt het originele doopvont uit de vijfde eeuw. Het baptisterium is met verschillende fresco's versierd.